# Stupa
Koordinati:   42°53′40″N, 16°47′13″E
Stupa je majhen nenaseljen otoček v Jadranskem morju, ki pripada Hrvaški.
Stupa leži okoli 1,5 km jugozagodno od naselja Prižba na otoku Korčula. Od vzhodnega soseda otočka Crklica ga loči okoli 0,2 km širok in do 7 m globok preliv. Površina Stupe meri  0,018 km². Dolžina obalnega pasu je 0,94 km.